# Równoległość w geometrii hiperbolicznej

Zbiór półprostych o początku w punkcie można podzielić na dwa podzbiory: zbiór półprostych przecinających daną prostą i zbiór półprostych nieprzecinających tej prostej. Półproste równoległe oddzielają te dwa zbiory od siebie i nie przecinają prostej

Koncepcja równoległości jest oparta na następującym twierdzeniu geometrii absolutnej:
Dla każdego punktu {\displaystyle C} i każdej prostej {\displaystyle r} nieprzechodzącej przez punkt {\displaystyle C} istnieją dokładnie dwa promienie na płaszczyźnie {\displaystyle Cr} wychodzące z punktu {\displaystyle C,} nieprzecinające prostej {\displaystyle r} i oddzielające wszystkie promienie wychodzące z punktu {\displaystyle C,} przecinające prostą {\displaystyle r} od wszystkich pozostałych promieni, nieprzecinających prostej {\displaystyle r}.
O tych dwóch wyżej wspomnianych promieniach mówi się, że są równoległe do prostej {\displaystyle r}. Półproste te nie przecinają prostej {\displaystyle r.} W sytuacji rysunku obok jeden z promieni jest równoległy do prostej {\displaystyle r=AB} w kierunku promienia {\displaystyle AB}, a drugi jest równoległy w kierunku promienia {\displaystyle BA.} Wynika stąd, że równoległość promienia do prostej (jest w tej definicji pewna asymetria) można przenieść na równoległość promieni:
Promień {\displaystyle r} jest równoległy do promienia {\displaystyle s,} jeśli jest równoległy do prostej wyznaczonej przez {\displaystyle s} w kierunku {\displaystyle s} lub jeśli jeden z tych promieni jest zawarty w drugim.
W definicji tej brakuje dwóch cech równoległości, które są bardzo ważne: symetrii i przechodniości. Cechy te można udowodnić metodami geometrii absolutnej:
Jeśli promień {\displaystyle p} jest równoległy do promienia {\displaystyle q,} to promień {\displaystyle q} jest równoległy do promienia {\displaystyle p}.
Jeśli promień {\displaystyle p} jest równoległy do promienia {\displaystyle q,} a promień {\displaystyle q} jest równoległy do promienia {\displaystyle r,} to promień {\displaystyle p} jest równoległy do promienia {\displaystyle r}.
Drugie z tych twierdzeń można udowodnić metodami geometrii uporządkowania. Zatem równoległość promieni jest relacją równoważności.
Własność równoległości można też wypowiedzieć dla dwóch prostych. Wynika ona z następującego twierdzenia Gaussa:
Równoległość promienia i prostej zachowuje się, gdy zmienimy położenie początku promienia przez odjęcie lub dodanie jakiegokolwiek odcinka.
Chodzi tu o odjęcie lub dodanie do promienia odcinka leżącego na prostej wyznaczonej przez promień o jednym z końców w początku promienia i obu końcach leżących po tej samej stronie prostej. Wynika stąd następująca definicja:
Dwie proste są równoległe jeśli jedna z nich zawiera promień równoległy do drugiej.

## Różne wersje hiperbolicznego aksjomatu równoległości

Równoległe do prostej w modelu Poincarégo geometrii hiperbolicznej (prosta – półokrąg prostopadły do absolutu)

Równoległe do prostej w modelu Poincarégo geometrii hiperbolicznej (prosta – prostopadła do absolutu)

1. Dla pewnego punktu {\displaystyle A} i pewnej prostej {\displaystyle p} nieprzechodzącej przez {\displaystyle A} istnieją co najmniej dwie proste równoległe do {\displaystyle p} przechodzące przez {\displaystyle A}[10].
2. Dla każdego punktu {\displaystyle A} i każdej prostej {\displaystyle p} nieprzechodzącej przez {\displaystyle A} istnieją co najmniej dwie proste równoległe do {\displaystyle p} przechodzące przez {\displaystyle A.}
3. Istnieją dwa takie promienie równoległe, dla których suma kątów między nimi i odcinkiem łączącym ich początki jest mniejsza od 180°.
4. Dla każdych dwóch promieni równoległych, suma kątów między nimi i odcinkiem łączącym ich początki jest mniejsza od 180°[11].

## Twierdzenia równoważne hiperbolicznemu aksjomatowi równoległości
1. Istnieje trójkąt, którego suma kątów jest mniejsza od 180°[12].
2. Suma kątów każdego trójkąta jest mniejsza od 180°[13][14].
3. Jeśli dwa’trójkąty są podobne, to są one przystające[13][15].
4. Istnieje trójkąt, na którym nie można opisać okręgu[15][16].
5. Nie w każdym trójkącie wysokości przecinają się w jednym punkcie[15].
6. Punkty jednej z dwóch prostych równoległych nie są w stałej odległości od drugiej z nich. Ekwidystanta jest krzywą niebędącą prostą[15].
7. Żadne trzy punkty ekwidystanty nie leżą na jednej prostej[17].
8. Odległość punktów jednej z dwóch prostych równoległych nie są w ograniczonej odległości od drugiej z nich[18].
9. Prostopadła i pochyła do danej prostej nie zawsze się przecinają[15].
10. Nie przez każdy punkt wnętrza kąta można poprowadzić prostą przecinającą oba ramiona kąta[15].
11. Suma kątów trójkąta nie jest stała[19].
12. Dwa trójkąty są przystające, jeśli ich odpowiednie kąty są równe[20].

Z przechodniości relacji równoległości prostych, tzn. z warunku, że jeśli dwie proste są równoległe do trzeciej, to są równoległe, wynika postulat Euklidesa.

## Własności prostych i promieni równoległych

Dowód twierdzenia Janosa Bolyai.

- Twierdzenie J. Bolyai’a[e]: Jeśli dwa promienie równoległe uzna się za przecinające się w nieskończoności, to kąt między nimi można uznać za równy zero.

Niech punktem przecięcia w nieskończoności promieni równoległych będzie punkt {\displaystyle C_{\infty }.} Niech {\displaystyle \{C_{n}\}} będzie takim ciągiem punktów, że {\displaystyle AC_{k}=C_{k}C_{k+1}.} Zatem {\displaystyle \triangle AC_{k}C_{k+1}} jest równoramienny. Wtedy z twierdzenia o kącie zewnętrznym trójkąta kąt {\displaystyle \sphericalangle AC_{k+1}C} jest mniejszy od połowy kąta {\displaystyle \alpha _{k}=\sphericalangle AC_{k}C.} Jeśli {\displaystyle n\to \infty ,} to {\displaystyle C_{n}\to C_{\infty },} czyli {\displaystyle \alpha _{n}\to \sphericalangle AC_{\infty }C,} a {\displaystyle \alpha _{n}\to 0.} Dlatego można przyjąć, że {\displaystyle \sphericalangle AC_{\infty }C=0}.
- Odległości punktów jednej z prostych równoległych od drugiej maleją do zera w kierunku równoległości i nieograniczenie rosną w kierunku przeciwnym[f][22].
- Równoległość promieni jest relacją zwrotną, symetryczną i przechodnią na zbiorze wszystkich promieni geometrii hiperbolicznej. Jest to zatem relacja równoważności.